# Borgman (edelman)
Een borgman (Middeleeuws Latijn: castellanus) was in de Middeleeuwen een edelman die een bijzondere rol vervulde bij de verdediging van een burcht, bijvoorbeeld van een burggraaf. Oorspronkelijk waren de borgmannen verplicht op of bij het kasteel van hun heer te wonen. In ruil voor hun trouw ontvingen zij een speciaal leengoed, een borgleen. Het woord borgman wordt soms ook gebruikt voor een van origine onvrije ministeriaal die ook uit kon groeien tot een edelman. Een borgman (Duits: Burgmann) werd, vooral vanaf de 16e eeuw en in de Duitse landen, door zijn leenheer met de opdracht belast, voor hem een stadje of vlek te helpen verdedigen. Zie bijvoorbeeld Horstmar in het Münsterland,  Lübbecke en Quakenbrück. De Burgmann bewoonde dan een bij de stadsommuring of op een ander strategisch punt gebouwd, groot stenen huis  (Duits: Burgmannshof). Vaak had zo'n Burgmann ook zitting in het gemeentebestuur. Sommige Burgmannshöfe kregen de functie van raad- of stadhuis. Vanaf de 16e eeuw was de status van Burgmann meestal erfelijk.
Ook in Diepenheim en Goor hebben de borgmannen tot het einde van het ancien régime bestaan. Het werd een recht, gekoppeld aan het bezit van een borgleen. De borgmannen hadden in deze plaatsen een bestuurlijke rol in de benoeming van burgemeesters, predikanten, kosters en schoolmeesters.
In Diepenheim is een collectie van 9 zilveren borgmanbekers bewaard gebleven uit het derde kwart van de zeventiende eeuw. In 1962 werd ter gelegenheid van zijn tachtigste verjaardag door J.W.J baron de Vos van Steenwijk, eigenaar van het Huis Diepenheim, een tiende borgmansbeker aangeboden aan de gemeente Diepenheim. Ook Goor heeft een collectie zilveren borgmansbekers.

## Kastelen waaraan borgmannen verbonden waren

### Duitsland
- Kasteel Bentheim
- Huis Lage
- Nienborg bij Heek

### Nederland
Tussen haakjes oudst bekende vermelding van borgmannen.
- Huis Almelo (1299)
- Kasteel Bredevoort
- Huis Diepenheim (1188)
- Burcht te Goor (1263)
- Kevelham (1380)
- Schulenborg (1243)
- Kasteel Valkenburg (1237)
- Kasteel Vollenhove
- Kasteel Montfort (1294)